# Lowell North
Lowell North (Springfield, 2 de dezembro de 1929 — San Diego, 2 de junho de 2019) foi um velejador estadunidense, campeão olímpico.

## Carreira
North consagrou-se campeão olímpico ao vencer a série de regatas da classe Star nos Jogos Olímpicos de Verão de 1968 na Cidade do México ao lado de Peter Barrett como tripulantes do North Star.